# Kośmin (województwo lubelskie)
Kośmin – wieś w Polsce położona w województwie lubelskim, w powiecie puławskim, w gminie Żyrzyn.
Wieś szlachecka Koźmin położona była w drugiej połowie XVI wieku w powiecie lubelskim województwa lubelskiego. W latach 1975–1998 miejscowość należała administracyjnie do ówczesnego województwa lubelskiego.
Wieś stanowi sołectwo gminy Żyrzyn. Według Narodowego Spisu Powszechnego z roku 2011 wieś liczyła 377 mieszkańców.

## Historia
Wieś notowana w wieku XV, w roku 1409 występuje w dokumentach źródłowych jako Cossimino, 1419 Cosmyn or., 1425 Choszmyn, 1428 Cossmyno, 1443 Cosszmyny. Własność szlachecka między innymi rodu Bazanków, Grotowiców, Rurowiców. W roku 1419 Dobko i Maciej dzielą Kośmin po połowie.

W roku 1423 Władysław II Jagiełło przenosi na prawo magdeburskie (część prawdopodobnie) wsi Kośmin należącą do Dobiesława i syna jego Bazanka. W latach 1423–1442 Mikołaj Bazanek syn Dobiesława, podczaszy dworu królewskiego Władysława Jagiełły jest dziedzicem części Kośmina.
W roku 1516 Mikołaj z Dąbrowicy wojewoda sandomierski i hetman nadaje Mikołajowi Śmietance dworzaninowi królewskiemu skonfiskowane dobra Jakuba Bazanka, Jaśka i innych z Kośmina za niezapłacenie kontrybucji.
W księgach poborowych z roku 1531 występuje szlachta bez kmieci: odnotowano w nich pobór z części Jaśka, Jana Bazanka i innych z 2. łanów, części Pawła Matczyńskiego ½ łana.
W wieku XIX i początkach XX Kośmin stanowił majątek rodziców oraz miejsce urodzenia Zofii Kossak – polskiej powieściopisarki, uczestniczki ruchu oporu Żegota przeciw niemieckiej okupacji Warszawy podczas II wojny światowej. W domu rodzinnym pisarki od 1944 roku miała siedzibę szkoła podstawowa, w której jedno pomieszczenie mieściło izbę pamięci jej imienia.
Dwóch chłopów kośmińskich, Jan Rybak i Michał Pietrasiak służący przy dworze Kossaków w Skoworodkach na Wołyniu było świadkami jego pogromu 3 grudnia roku 1917 przez wojska bolszewickie. Zofia Kossak w swojej powieści Pożoga przytacza fragmenty napisanego przez nich na ten temat wiersza.
23 stycznia 1944 część mieszkańców została wywieziona do obozu na Majdanku lub na przymusowe roboty do Niemiec. Wielu uciekło z transportów i wróciło do domu. W czasie pacyfikacji hitlerowcy zamordowali kilka osób (nazwiska dwóch ofiar ustalono).
Od 2014 roku w kośmińskim dworku ma swoją siedzibę Lokalna Grupa Działania "Zielony Pierścień". Teren parku został zagospodarowany na potrzeby turystów.